# Dorfkirche Groß Tessin

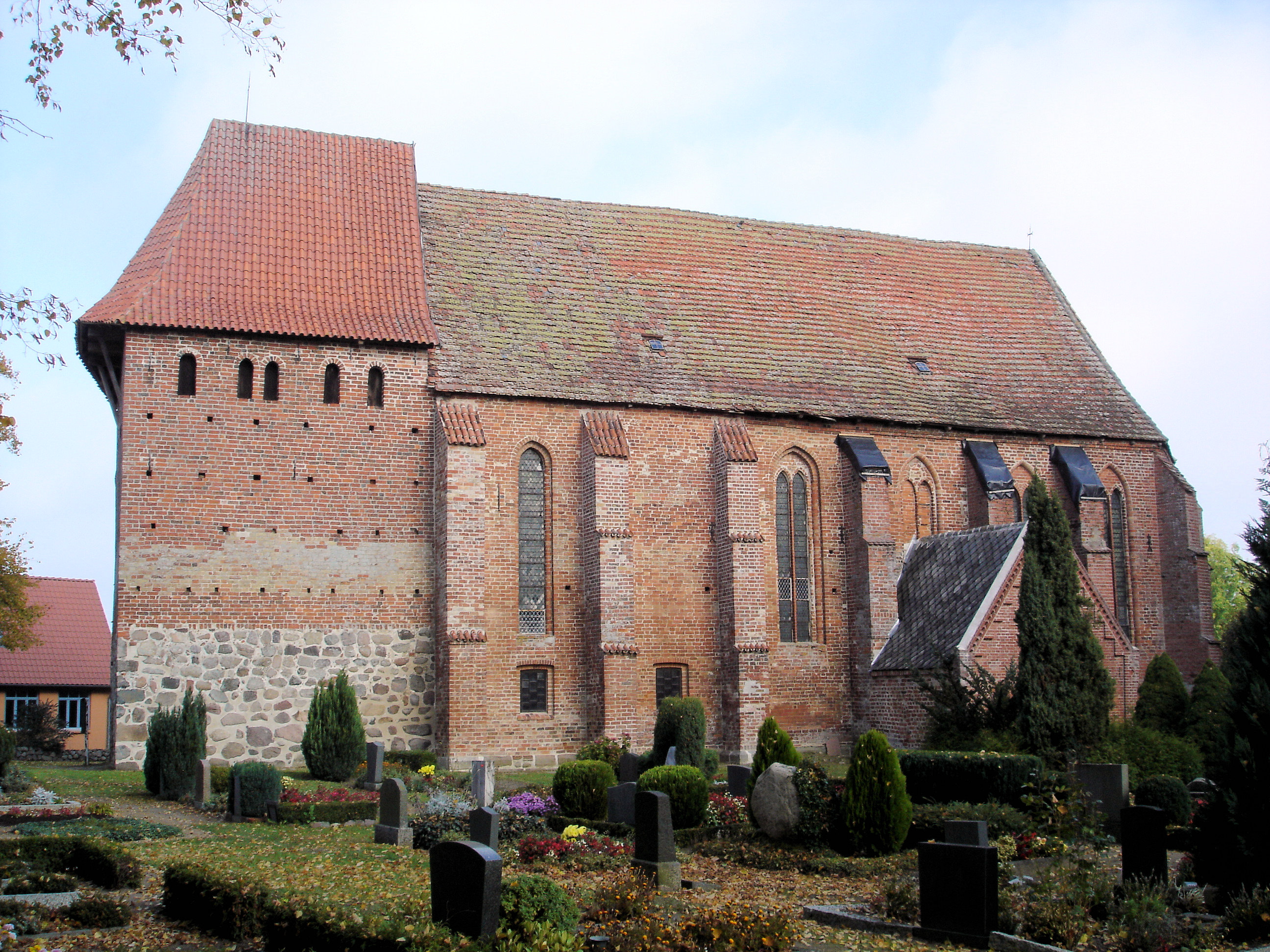
Dorfkirche Groß Tessin (2008)

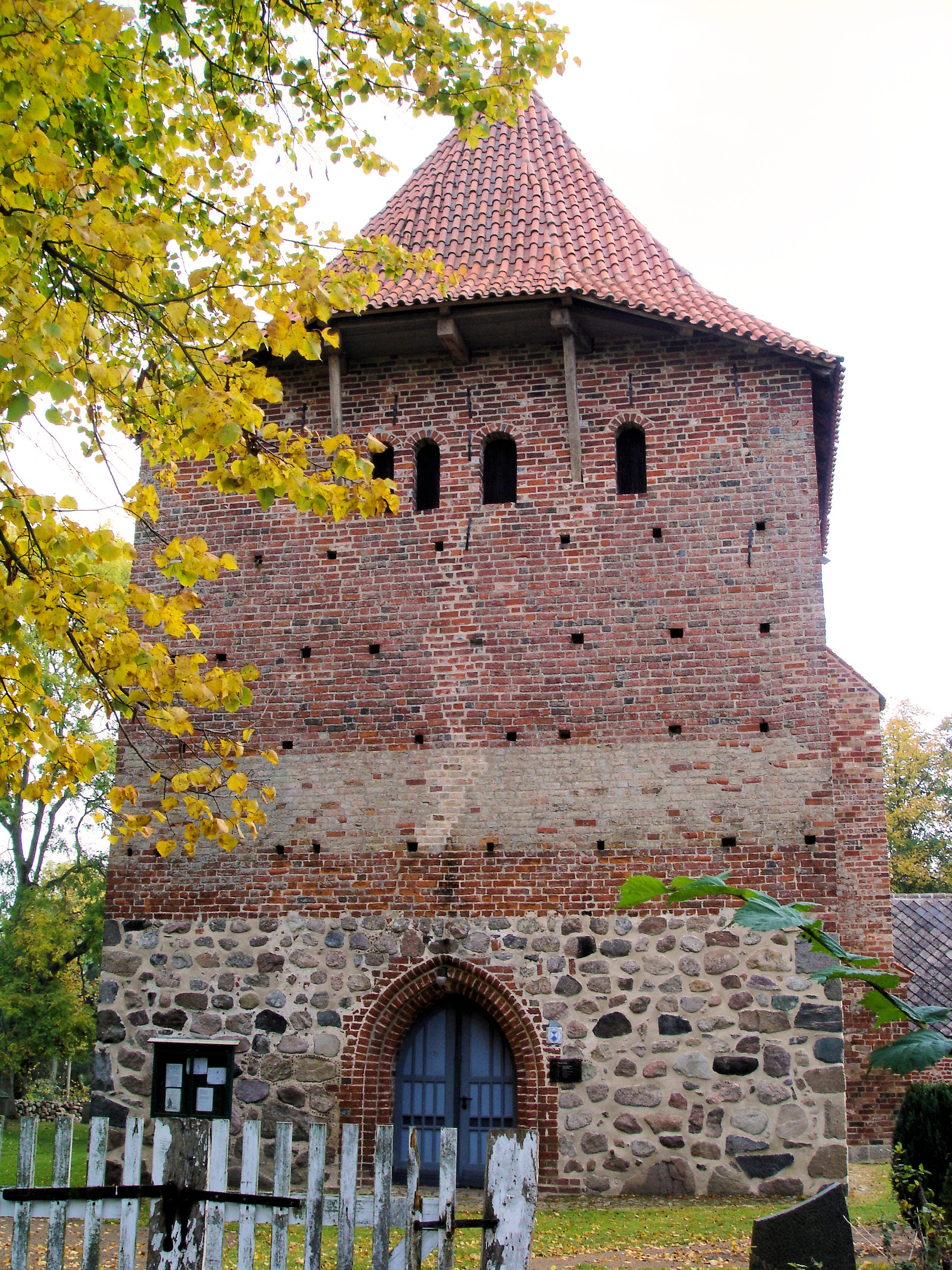
Portalansicht (2008)

Die Dorfkirche Groß Tessin ist ein denkmalgeschütztes Kirchengebäude in Groß Tessin, einem Ortsteil von Glasin im Landkreis Nordwestmecklenburg (Mecklenburg-Vorpommern). Die Gemeinde gehört zur evangelisch-lutherischen Kirchengemeinde Neukloster und Groß Tessin.

## Geschichte
Das Kirchdorf Groß Tessin wurde schon 1233 urkundlich genannt. Bei der Bewidmung des Klosters Rühn am 8. Juli 1233 gehörte das Dorf Duzcin als Morgengabe dazu. Am 1. Oktober 1275 ging Groß Tessin mit dem See und dem Kirchlehn in den Besitz des Klosters Sonnenkamp zu Neukloster über. Aus dem Klosterverband ging Groß Tessin später in den Domanialverband über. Nach dem Visitationsprotokoll von 1588 wurde die Pfarre nach vollzogener Reformation mit Pastor Thomas Folchwich evangelisch.

## Baubeschreibung
Durch dendrochronologische Untersuchungen des Dachstuhls ist nachgewiesen, dass der langgestreckte Backsteinsaal der Kirche in drei Etappen zwischen 1298 und 1345 von Osten nach Westen errichtet wurde. Sie ist ein fünfjochiger Bau mit einem fünfseitigen Chor. Das längsgerichtete Satteldach ist nach Westen abgewalmt. Die Außenwände des Kirchenschiffes sind durch abgetreppte Strebepfeiler gegliedert. Die schmalen westlichen Fenster sind leicht spitzbogig, die östlichen dagegen als zweiteilige Spitzbogenfenster ausgebildet. Die Portale in der 1878 restaurierten neugotischen Südvorhalle und im Turm sind mit Viertelstäben profiliert. 1786 fand eine weitere Kirchenvisitation statt.
Das Innere wird von Kreuzrippengewölben mit Schlusssteinen überspannt. Sie gehen von halbrunden Wanddiensten mit schlichten Hausteinkapitellen aus. In den nördlichen Chorpfeilern ist eine Sakramentsnische eingefügt, ihre beiden Türen stammen aus dem 15. Jahrhundert.
Der rechteckige Westturm mit der Breite des Kirchenschiffes besteht aus einem Untergeschoss mit ungegliederten Feldsteinen und einem in Backstein 1741 aufgemauerten oberen Teil, der unter der Traufe durch kleine Schallöffnungen aufgewertet wurde.

## Ausstattung
- Der 1749[4] begonnene Kanzelaltar wurde nach einer Inschrift auf der Rückseite des Altaraufsatzes vom Bildhauer C. F. Beckmann, dem Maler Heinrich Krüger und dem Tischler Marten Witt, alle aus Wismar, 1750 fertiggestellt. Im Sockelgeschoss des architektonischen Aufbaus ist ein Gemälde mit der Darstellung des letzten Abendmahles zu sehen. Das zweizonig aufgebaute Hauptgeschoss mit der Kanzel wird von Freifiguren und Säulen gerahmt, über dem Hauptgesims mit dem Schalldeckel wird der Christus in einer Stahlengloriole als Triumphator sichtbar.
- Die Taufe aus Kalkstein in Kelchform ist wohl eine Arbeit des 14. Jahrhunderts.
- Das Fragment des Taufengels und eine Heiligenfigur sind vermutlich aus der Mitte des 18. Jahrhunderts erhalten.
- Das signierte Gemälde mit der Anbetung Christi, malte D. Meese 1812
- Die Bronzeglocke mit einer Majuskel-Spiegelinschrift wurde Anfang des 14. Jahrhunderts gegossen.
- Zwei aus einem Schnitzaltar stammende Figuren mit den Darstellungen der Maria und eines Mönches wurden im 15. Jahrhundert angefertigt.
- Nach der Chronik soll die Orgel ein Werk vom Hoforgelbaumeister Paul Schmidt aus Rostock sein und ursprünglich im Kirchensaal des Schlosses in Ludwigslust gestanden haben. 1827 soll sie als Geschenk des Großherzogs Friedrich Franz I. nach Groß Tessin umgesetzt worden und 1834 nach einem Umbau durch Friedrich Friese in Nutzung genommen worden sein.[5] Die heutige Orgel ist ein Werk von Joachim Schmidt aus dem Jahr 1834 mit sieben Registern auf einem Manual mit angehängtem Pedal.[6]

### Gedruckte Quellen
- Mecklenburgisches Urkundenbuch (MUB)

### Ungedruckte Quellen
- Landeshauptarchiv Schwerin (LHAS)
  - LHAS 1.5-4/3 Urkunden Kloster Dobbertin
  - LHAS 2.12-3/2 Klöster und Ritterorden
  - LHAS 5.12-9/10 Landratsamt Wismar
  - LHAS 9.1-4 Schwedische Rentkammer Wismar

- Landeskirchliches Archiv Schwerin (LKAS)
  - Specialia Abt. 2, 3, 4.
  - Pfarrarchiv Groß Tessin
  - Patronatsbauakten Mecklenburg-Schwerin, 423 Bauten und Reparaturen an geistlichen Gebäuden zu Groß Tessin

- Stadtarchiv Wismar
  - Prozeßakten des Konsistoriums 1659–1855
  - Prozeßakten des Tribunals 1653–1803
  - Prozeßakten des Magistratsgerichts 1750–1872